# Lezgiërs
De Lezgiërs (Lezgisch: лезгияр; Russisch: Лезгины) zijn een grote inheemse etnische groep van de oostelijke Kaukasus. Het volk woont voornamelijk in het zuiden van de Russische autonome republiek Dagestan en het noordoosten van Azerbeidzjan, maar er leven ook kleine minderheden in onder andere Kazachstan, Turkije en Kirgizië. Het Lezgisch behoort tot de Nach-Dagestaanse talen en wordt als officiële taal erkend in Dagestan.
De Lezgiërs zijn overwegend soennitische moslims, met een kleine sjiitische minderheid. Tot het begin van de 20e eeuw werd de term Lezgiërs meer algemeen gebruikt voor etnische groepen in Dagestan die niet de Nach-Dagestaanse talen spreken.

## Geschiedenis
De naam Lezgistan werd vanaf de 13e eeuw gebruikt voor een veel groter gebied, het huidige Dagestan en Noord-Azerbeidzjan omvattende. Vanaf de 19e eeuw wordt het meer specifiek gebruikt voor het woongebied van de Lezgiërs.
Het Lezgische volk leefde van oudsher verdeeld over verschillende machtspolitieke en bestuurlijke entiteiten. Delen woonden binnen het gebied van het Kanaat van Derbent (in het huidige Dagestan), anderen hoorden bij het Kanaat van Koeba (in Azerbeidzjan). Ook werden grote delen van de Lezgiërs in de 18e eeuw beheerst door het Lak-kanaat Gazi-Koemoech, en vervolgens door de Russen.
Van de 16e tot de 19e eeuw waren ze berucht in Georgië vanwege hun verwoestende plundertochten aldaar, die de geschiedenis ingingen als de Lekianoba.

### Russische invloed
Samen met andere etnische groepen in de regio verzetten de Lezgiërs zich tegen het Russische besluit tot oprichting van een grote Autonome Bergrepubliek met Arabisch als officiële taal, kort na de Bolsjewistische revolutie. Na aanhoudende opstanden besloten de leiders in Moskou in 1921 om binnen die republiek de Autonome Sovjetrepubliek Dagestan op te richten en vanaf 1928 werd het Lezgisch (net als onder andere het Avaars en het Azerbeidzjaans) als officiële taal erkend.
Hoewel de situatie in de regio daarna stabieler werd, vormde de vaak wrede verdeel-en-heerspolitiek die de Russische overheersing van het gebied kenmerkte een voedingsbodem voor toenemende anti-Russische sentimenten. De Lezgiërs verzetten zich fel tegen de Russische assimilatiedruk. Hoewel bijvoorbeeld het Russisch als taal werd ingevoerd in educatieve instellingen en bestuurlijke instanties, hielden ze vast aan hun eigen tradities en levensstijl. De Lezgiërs weigerden deel te nemen aan de door Moskou geïnitieerde verplaatsingsprogramma's, die erop gericht waren hen naar lagergelegen gebieden en steden, onder meer om hen op collectieve boerderijen in te zetten.

### Republiek Lezgistan
Na de val van de Sovjet-Unie en de economische moeilijkheden die daarmee gepaard gingen werd de roep om zelfbeschikking en onafhankelijkheid onder de Lezgiërs sterker. Onder de Lezginen-intelligentsia van Rusland en Azerbeidzjan ontstond het idee om de Lezgische landen te verenigen in een Republiek Lezgistan, als deel van de Russische federatie. De belangrijkste vertegenwoordiger van dit idee was de Lezgische nationale beweging "Sadval" (Lezgisch: "Eenheid"), welke in Azerbeidzjan als terroristische organisatie wordt beschouwd en daar verboden is. De Tsjetsjeense historicus Timoer Moezajev wees erop dat "De separatistische tendensen van de nationale beweging van de Lezgen een uitsluitend anti-Azerbeidzjaanse oriëntatie hebben", en dat "Lezgische ideologen, die het recht van de Lezgen rechtvaardigen om een nationale staat in de vorm van een Russische autonome republiek te creëren, aangeven dat de Lezginen ooit (1806 -1813) onderdeel van de Russische staat werden, en niet onderdeel van Azerbeidzjan. Daarom hebben verdragen en overeenkomsten die gericht zijn op het verdelen van het grondgebied van Lezgistan geen rechtskracht.

### Religie
De Lezgiërs kwamen vanaf de 8e eeuw via Arabische moslims in aanraking met de islam, maar hingen in meerderheid tot in de 15e eeuw animistische religies aan. Vanaf de late middeleeuwen werd de islamitische invloed echter groter, met name door aanvallen van de Gouden Horde en de toenemende handel met het Perzische Rijk. De bezetting van het gebied door de Osmanen in de 16e eeuw versterkte de islamisering, en aan het eind van de 18e eeuw was vrijwel het gehele Lezgische volk tot de islam bekeerd.
Abazijnen ·
Abchaziërs ·
Achvachen ·
Adygeeërs ·
Aino ·
Aleoeten ·
Aljoetoren ·
Altaj (Oirot) ·
Andi ·
Armeniërs ·
Avaren ·
Azerbeidzjanen·
Balkaren ·
Baraba ·
Basjkieren ·
Bergjoden ·
Boerjaten ·
Chakassen ·
Chanten ·
Chinezen ·
Dargienen ·
Dolganen ·
Enetsen ·
Evenen ·
Evenken ·
Georgiërs ·
Grieken ·
Ingoesjen ·
Ingriërs ·
Itelmenen ·
Jakoeten ·
Joden ·
Joekagieren ·
Joepiken ·
Kabardijnen ·
Kalmukken ·
Kamtsjadalen ·
Karatsjajers ·
Kareliërs ·
Kazachen ·
Kereken ·
Ketten ·
Komi ·
Koreanen ·
Korjaken ·
Korjo-saram ·
Krim-Tataren ·
Lezgiërs ·
Mansen ·
Mari (Tsjeremissen) ·
Meschetische Turken ·
Mordwienen ·
Nanai ·
Negidalen ·
Nenetsen (Joeraken) ·
Nganasanen ·
Nivchen (Giljaken) ·
Nogai ·
Oedegen ·
Oedmoerten ·
Oekraïners ·
Oeltsjen ·
Oezbeken ·
Oroken ·
Orotsjen ·
Osseten ·
Polen ·
Pomoren ·
Rusland-Duitsers (inclusief Wolga-Duitsers) ·
Russen ·
Samen (Lappen) ·
Selkoepen ·
Sjoren ·
Sojoten ·
Tabassaranen ·
Perzen (Tadzjieken) ·
Taten ·
Teleoeten ·
Tofalaren ·
Tsachoeriërs (Caxur) ·
Tsjerkessen ·
Tsjetsjenen (Noxchi) ·
Tsjoektsjen ·
Tsjoelymen ·
Tsjoevanen ·
Tsjoevasjen ·
Turkmenen ·
Toevanen ·
Wepsen ·
Belarussen (Wit-Russen) ·
Wolga-Tataren ·
Woten